# 謝銘洋
謝銘洋（1957—），臺灣法學家、知识产权與科技法律領域的權威學者，現任司法院大法官，並於2024年11月受時任總統賴清德指定為代理院長。其整理國立臺灣大學課程教材及論著累積而成的《智慧財產權法》一書，為臺灣智財法領域廣受歡迎的長銷教科書之一。長期關注民主人權及司法改革議題，2019年任職大法官後，被視為憲法法庭中自由派的成員。

## 立場

### 曾表示「我們沒有把馬英九教好」
謝銘洋曾因太陽花學運而備受關注。2014年3月太陽花學運時，有學生和民眾闖入行政院，遭警方驅離。時任台大法律學院院長的謝銘洋和多所大學法律學院長、法律系主任發表聯合聲明，相信學生能理性和平地表達訴求，呼籲政府和學生積極溝通，確保學生的人身安全。
此外，太陽花學運進入尾聲時，2014年4月12日下午曾舉辦「公民不服從」座談會。由於交大校長吳妍華日前曾向警方致歉，指「沒有把學生教好！」時任台大法律學院院長的謝銘洋對此表示，交大校長沒資格講那句話，最有資格講這句話的是台大法律學院，並表示「我們真的沒有把學生教好，沒把馬英九教好！」肯定學生勇敢站出來反服貿。日後被提名大法官時，他因此事在立法院遭國民黨立委質疑。謝銘洋則回應，這件事情不能簡化回答，批評前總統馬英九時，他是學者、法律學院院長，是基於保護學生安全的立場，並表示「在民主國家，任何人批評國家元首都是很正常的」。

### 認為「中華民國僅限台澎金馬」
2019年6月，立法院為行使司法院大法官同意權，自25日起連2天舉行審查會，詢答4位大法官被提名人。針對主權問題，時代力量立委徐永明請謝銘洋說明，是否真為「一國兩區」、何謂兩區、有沒有辦法接受「一國兩區」，以及《憲法》中提到的固有疆域內容等問題。
謝銘洋表示，中華民國固有領域應該要參考《憲法》增修條文，現在的領域是以現有法律效力所及的範圍為限。此外，他沒有辦法接受一國兩區，台灣本身自己也是一個國家，至於國名是叫中華民國，還是未來有可能透過人民共同決定去改變名稱，尊重人民的決定，因為「我們的法律效力不及於對岸，對岸的法律力也不及於我們」。
謝銘洋指出，「固有疆域」本身是高度不確定的法律概念，必須透過解釋來了解，《憲法》解釋也要與時俱進，非固守民國36年所公布的固有疆域，那個固有疆域有包括外蒙古，那是原始的意義，但現在的意義就是及於台澎金馬。

### 支持保障性別自主性
台北高等行政法院第二庭在審理一起戶政事件時，認為戶籍法出生登記、變更登記對於「性別認定」完全沒有規定，內政部2008年以函令要求應檢附2名精神專科醫師評估鑑定的診斷書及合格醫療機構開具「已摘除男（女）性性器官」的手術完成診斷書，才能辦理性別變更登記，有違憲疑義，聲請人於2021年12月7日聲請釋憲聲請解釋，遭憲法法庭裁定不受理。
謝銘洋大法官提出不同意意見書，援引德國為例說明，指德國聯邦憲法法院1978年變性人第一案宣示性別變更的管制有法律漏洞，個人性別自主性應受保障，任何情況下不得有立法漏洞。聯邦議會隨即於1980年制定通過「變性人法」，此後40年間，憲法法院也持續不斷做出有關變性者權利保障的判決。謝銘洋認為本件具有憲法重要性，但多數大法官不受理，只能等日後案件遭駁回確定後，由人民聲請釋憲，才有機會由多數大法官受理，徒增折磨，且屆時也不知會否受理。

## 外部連結
| 中華民國政府職務 | 中華民國政府職務                | 中華民國政府職務 |
| ---------------- | ------------------------------- | ---------------- |
| 司法院           |                                 |                  |
| 前任： 許宗力    | 司法院院長 代理 2024年11月1日－ | 繼任： 現任      |